# Organschaftsvertrag
Der Organschaftsvertrag ist ein im deutschen Steuerrecht verwendeter Begriff, der die steuerliche Organschaft regelt und die Folge von Unternehmensverträgen bei Konzerngesellschaften sein kann. Unter Organschaft wird die gemeinsame steuerliche Behandlung von Tochterunternehmen eines Konzerns verstanden. Zuweilen werden auch Unternehmensverträge als Organschaftsverträge bezeichnet; sie sind jedoch auch ohne steuerliche Organschaft wirksam, entfalten allerdings ihren vollständigen Nutzen erst auch bei Vereinbarung einer steuerlichen Organschaft.

## Rechtsgrundlagen
Das Gesellschaftsrecht sieht in den Bestimmungen über Unternehmensverträge (§§ 291 ff. AktG) eine Zusammenfassung der wirtschaftlichen Ergebnisse rechtlich selbständiger Unternehmen vor (Gewinnabführungsvertrag). Das Steuerrecht folgt dieser wirtschaftlichen Betrachtungsweise und fasst die Ergebnisse von zwei oder mehr Unternehmen, die wirtschaftlich eine Einheit bilden, nach den steuerrechtlichen Vorgaben zusammen. Mehrere rechtlich selbständige Unternehmen werden so besteuert, als wären sie ein einheitlicher Steuerschuldner. Dadurch können etwaige Mehrfachbelastungen im Konzern verhindert werden; insbesondere kann ein Verlustausgleich zwischen den Mitgliedern der Organschaft erreicht werden.
Organschaft ist ein rein steuerrechtlicher Begriff und betrifft die Besteuerung von Unternehmen für Zwecke der Körperschaftsteuer (§ 14 KStG, R7 KStR), Gewerbesteuer (§ 2 Abs. 2 Satz 2 GewStG, Abschnitt 14 GewStR) und Umsatzsteuer (§ 2 Abs. 2 Nr. 2 UStG, Abschnitt 21 UStR). Steuerrechtlich wird dabei fingiert, als ob – an sich rechtlich selbständige – Tochterunternehmen (so genannte Organgesellschaften) steuerrechtlich zusammen mit dem Mutterunternehmen (so genannter Organträger) ein einheitliches, zu besteuerndes Unternehmen bilden würden.

## Organträger und Organgesellschaft
Organträger kann eine unbeschränkt steuerpflichtige natürliche Person, eine nicht steuerbefreite Körperschaft, Personenvereinigung oder Personengesellschaft sein. Ferner kann auch eine inländische, im Handelsregister eingetragene Zweigniederlassung eines ausländischen gewerblichen Unternehmens Organträger sein. Der Organträger muss gewerblich tätig sein, so dass die Voraussetzungen für einen Gewerbebetrieb vorliegen müssen. Bei Kapitalgesellschaften ist dies immer der Fall (§ 8 Abs. 2 KStG). Personengesellschaften (an denen natürliche Personen beteiligt sein können) können dagegen nur Organträger sein, wenn sie originär gewerblich nach § 15 Abs. 1 Satz 1 Nr. 1 EStG tätig sind und selbst die Anteile an der Kapitalgesellschaft halten (§ 14 Abs. 1 Satz 1 Nr. 2 und Satz 2 und 3 KStG).
Als Organgesellschaften kommen nur juristische Personen (insbesondere Kapitalgesellschaften) in Frage, so dass konkret die Rechtsform der Aktiengesellschaft oder KGaA (§ 14 Abs. 1 Satz 1 KStG) oder GmbH (§ 17 Satz 1 KStG) vorliegen muss. Personengesellschaften sowie Lebens- und Krankenversicherungen (§ 14 Abs. 3 KStG) können nicht Organgesellschaften sein.
Organgesellschaften sind nach dem Gesamtbild der tatsächlichen Verhältnisse finanziell, wirtschaftlich und organisatorisch in das Unternehmen des Organträgers eingegliedert:
- Finanzielle Eingliederung: Der Organträger ist an der Organgesellschaft – auch mittelbar – zu über 50 Prozent beteiligt;
- Wirtschaftliche Eingliederung: Die Organgesellschaft ist gemäß dem Willen des Unternehmers im Rahmen des Gesamtunternehmens, und zwar in engem wirtschaftlichem Zusammenhang mit diesem, fördernd und ergänzend, wirtschaftlich tätig;
- Organisatorische Eingliederung: Der Organträger stellt durch organisatorische Maßnahmen sicher, dass in der Organgesellschaft sein Wille auch tatsächlich ausgeführt wird.

Maßgebend ist das sich aus den drei Eingliederungstatbeständen ergebende Gesamtbild der tatsächlichen Verhältnisse. Eine Organschaft kann auch dann vorliegen, wenn die Eingliederung bei einem dieser Tatbestände nicht ganz vollständig, aber auf den anderen Gebieten umso deutlicher ist.

## Voraussetzungen für eine Organschaft
Eine Kapitalgesellschaft wird zur Organgesellschaft eines anderen Unternehmens, sobald der Organträger an ihr seit Beginn des Wirtschaftsjahres ununterbrochen mit Mehrheit der Stimmrechte beteiligt war (finanzielle Eingliederung; § 14 Abs. 1 Nr. 1 KStG) und sie mit dem Organträger einen Gewinnabführungsvertrag über eine Laufzeit von mindestens fünf Jahren abgeschlossen hat (§ 14 Abs. 1 Nr. 3 KStG). Wirtschaftliche und organisatorische Eingliederung werden, anders als bei der Umsatzsteuer, bei der Körperschaftsteuer nicht verlangt. Als Organträger kommen eine unbeschränkt einkommen- oder körperschaftsteuerpflichtige Person ebenso wie eine inländische Zweigniederlassung eines ausländischen Unternehmens (§§ 14 Abs. 1 Nr. 2, 17, 18 KStG) in Frage. Bei Personengesellschaften als Organträger gelten Besonderheiten (§ 14 Abs. 1 Nr. 2 KStG).
Die Organgesellschaft darf Beträge aus ihrem Jahresüberschuss nur insoweit in ihre Rücklagen einstellen, als dies bei vernünftiger kaufmännischer Beurteilung wirtschaftlich begründet ist, so dass allgemein die Gewinne an den Organträger ausgeschüttet werden müssen (§ 14 Abs. 1 Nr. 4 KStG).

## Folgen
Abgesehen von den unterschiedlichen Besteuerungszielen der drei Gesetze haben diese Vorschriften gemeinsam, dass die Organgesellschaften zusammen mit ihrem Organträger als einheitliches Unternehmen betrachtet werden und dieses Unternehmen als Gesamtheit besteuert wird. Die in dem Organkreis zusammengeschlossenen inländischen Unternehmensteile werden als ein Unternehmer im Sinne des § 2 UStG behandelt. Gewinne und Umsätze innerhalb des Organkreises sind daher als reine Innengewinne und -umsätze nicht steuerbar. Alle Gewinne/Verluste oder Umsätze der Organgesellschaft werden als Folge dieser Betrachtung dem Organträger zugerechnet und nur dort der Besteuerung unterworfen. Die Wirkungen der Organschaft sind auf Innenleistungen zwischen inländischen Unternehmensteilen beschränkt; Umsätze mit ausländischen Unternehmensteilen versteuert jede Gesellschaft für sich selbst. Alleiniger Steuerschuldner ist der Organträger, der auch Steuervoranmeldungen und Jahressteuererklärungen für den Organkreis abzugeben hat.

## Organschaftserklärung
Bei einer Organschaftserklärung handelt es sich um einen Covenant in Kreditverträgen der Kreditinstitute, bei der sich ein Organträger in einem Konzern verpflichtet, den mit einer abhängigen Organgesellschaft bestehenden Berherrschungs- oder Gewinnabführungsvertrag nicht ohne Zustimmung der kreditgebenden Bank aufzuheben oder zu ändern. Die kreditgebende Bank unterhält eine Kreditbeziehung zur abhängigen Organgesellschaft und zielt mit der Organschaftserklärung darauf ab, dass etwaige Verluste der Organgesellschaft durch den Organträger ausgeglichen werden und dadurch das Eigenkapital der Organgesellschaft erhalten bleibt. Da jedoch gesellschaftsrechtlich lediglich der am Bilanzstichtag entstehende Bilanzverlust aufgrund des Gewinnabführungsvertrages auszugleichen ist, muss der übrige Zeitraum eines Geschäftsjahres durch eine weitergehende Erklärung abgesichert werden. Dieser Erklärungsteil verpflichtet zudem den Organträger, alle etwaigen (unterjährigen) Verluste aus der Liquidation oder Insolvenz der kreditnehmenden Organgesellschaft zu übernehmen. In dieser Form sind Kredite an die Organgesellschaft sogar insolvenzfest, sofern der Organträger die Verlustübernahme verkraften kann.

## Beendigung
Wird der einer Organschaft zugrunde liegende Unternehmensvertrag beendet, so muss die Obergesellschaft den Gläubigern der Untergesellschaft Sicherheiten leisten nach § 303 Abs. 1 AktG in der Form des § 232 BGB. Der Anspruch auf Sicherheitsleistung der Gläubiger der Untergesellschaft erlischt nach 6 Monaten nach Bekanntmachung der Beendigung der Organschaftserklärung im Handelsregister.